# Micheelsenita
La micheelsenita és un mineral de la classe dels fosfats que pertany al grup de l'ettringita. Rep el nom en honor del mineralogista danès Harry Ingvar Micheelsen (1931 - 2020), antic professor de mineralogia de la Universitat de Copenhaguen. La seva especialitat va ser la mineralogia de les roques alcalines i va descobrir la pegmatita de Nanna (una de les localitats tipus).

## Característiques
La micheelsenita és un fosfat de fórmula química (Ca,Y)₃Al(PO₃OH)(CO₃)(OH)₆(H₂O)₁₂. Es tracta d'una espècie aprovada per l'Associació Mineralògica Internacional, i publicada per primera vegada el 2001. Cristal·litza en el sistema hexagonal. La seva duresa a l'escala de Mohs oscil·la entre 3,5 i 4.
Segons la classificació de Nickel-Strunz, la micheelsenita pertany a «08.DO - Fosfats, etc, amb CO₃, SO₄, SiO₄» juntament amb els següents minerals: girvasita, voggita, peisleyita, perhamita, krasnoïta, saryarkita-(Y), parwanita i skorpionita.

## Formació i jaciments
Va ser descrita a partir de mostres recollides en dos indrets: la pedrera Poudrette, situada al mont Saint-Hilaire, dins el municipi regional de comtat de La Vallée-du-Richelieu, a Montérégie (Quebec, Canadà), i la pegmatita Nanna, a Narsaarsuup (Kujalleq, Groenlàndia). També ha estat descrita posteriorment a les pedreres Bratthagen i Midtfjellet, ambdues a Larvik (Vestfold og Telemark, Noruega).